# Télescope de type Cassegrain
Pour les articles homonymes, voir Cassegrain.

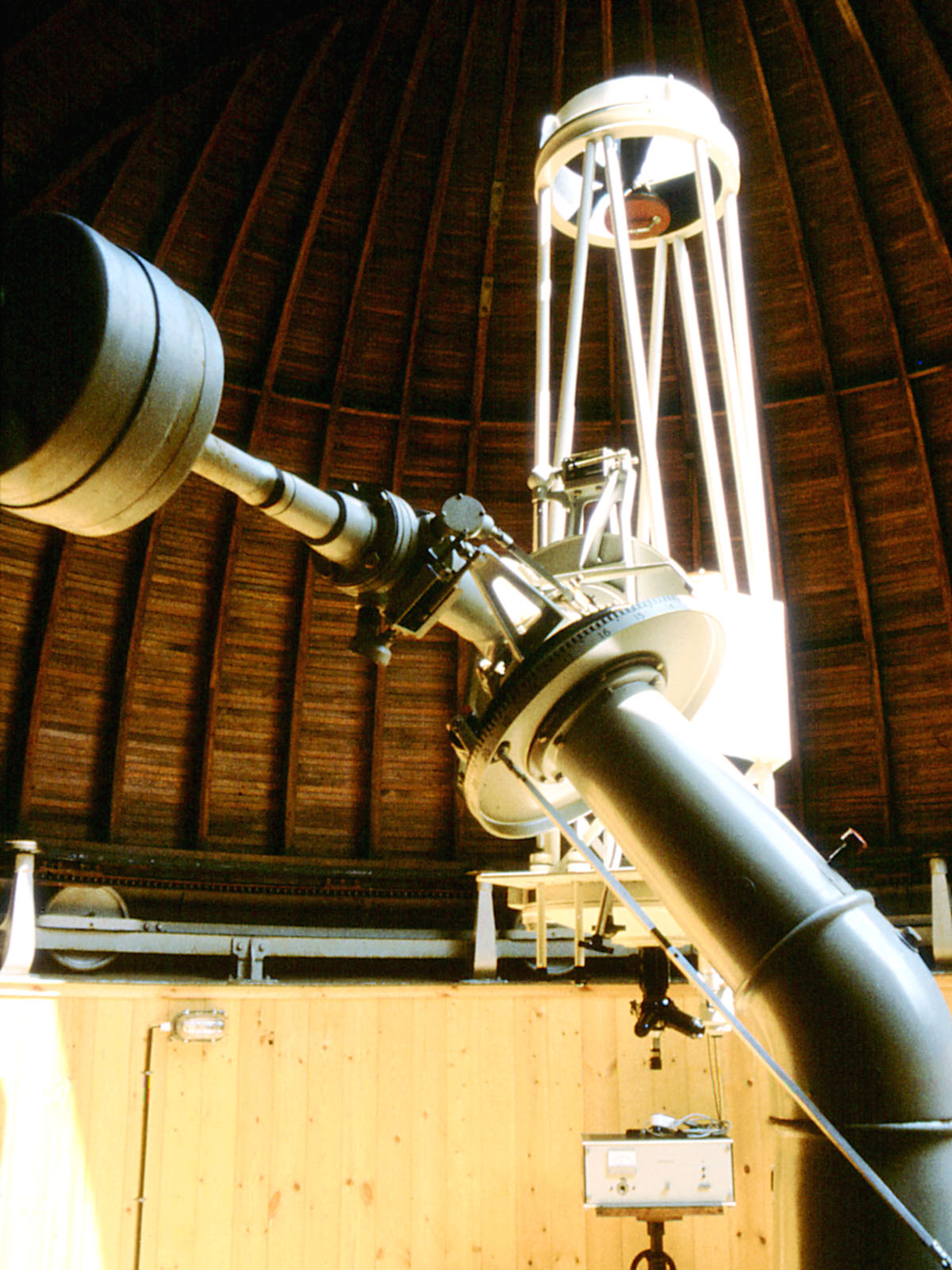
Le Forststernwarte Jena, télescope Cassegrain de 50 cm.

Le télescope de Cassegrain est un dispositif optique composé de deux miroirs, un miroir primaire concave et parabolique, dit objectif, et un miroir secondaire convexe hyperbolique. Il s'agit d'un dispositif réflecteur, proposé en 1672 par Laurent Cassegrain. Il fait suite à la proposition de l'Anglais Gregory, comportant un primaire parabolique concave et un secondaire également concave mais elliptique. Ce dernier, compte tenu de sa facilité de construction, sera utilisé jusqu'à la fin du XIXe siècle.
Le principal avantage du Cassegrain est sa compacité, qui le rend transportable jusqu'à des diamètres de 300 mm. Mais l'utilisation d'un miroir parabolique a pour conséquence de créer une aberration de coma, ce qui déforme les étoiles en bord de champ en leur donnant une forme qui ressemble à une comète (coma = chevelure) et réduit donc le champ utilisable. Il faudra attendre le télescope Ritchey-Chrétien en 1927 pour réaliser une combinaison où la coma est corrigée. Le physicien allemand Karl Schwarzschild avait déjà donné en 1905 une théorie générale des systèmes à deux miroirs. On ignore si le professeur Chrétien qui a commencé à songer à ce télescope en 1910 a retrouvé ces résultats ou s'il a lu et appliqué le rapport de Schwarzschild (1873-1916).

## Principe de fonctionnement

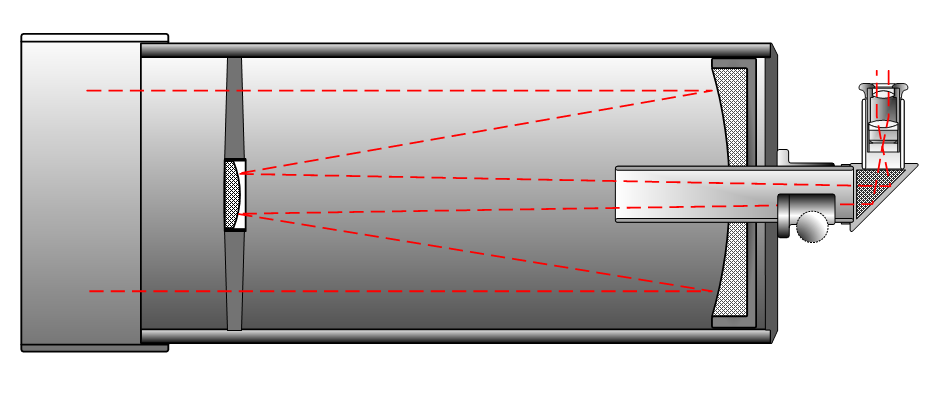
Trajet de la lumière dans un télescope de type Cassegrain. [http://upload.wikimedia.org/wikipedia/hu/8/88/Cassegrain.png

Contrairement au télescope de Newton, le miroir primaire est percé en son centre et les axes optiques des deux miroirs coïncident. L'image formée peut donc être perçue par un observateur, un capteur CCD, etc., placé derrière le télescope et non sur le côté comme dans le télescope de Newton, ce qui a pour effet de ne pas faire tourner l'image comme dans ce dernier.

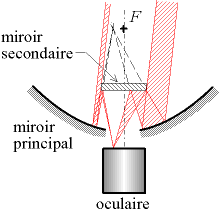
Principe du télescope Cassegrain.

## Modèles dérivés
Le télescope Cassegrain a donné naissance à de nombreuses variantes, tel en particulier:
- le télescope Schmidt-Cassegrain, très apprécié parmi les amateurs. C'est une télescope dits catadioptrique, qui possèdent une lame de fermeture sur laquelle est fixé le miroir secondaire. Cette lame de fermeture, appelée lame de Schmidt, sert à corriger l'aberration de sphéricité. Cependant, les lames de Schmidt sont assez coûteuses. Le télescope Maksoutov-Cassegrain utilise à leur place un ménisque (une lentille concave, avec deux rayons de courbures légèrement différents), plus facilement réalisable par des moyens industriels.
- le télescope Ritchey-Chrétien dont la genèse date de 1910 et la première réalisation de 1927 avec un diamètre de 50 cm. Il est composé de deux miroirs hyperboliques, qui donnent une image focale corrigée totalement des aberrations de coma et de sphéricité (télescope aplanétique), reste l'astigmatisme et la courbure de champ qui peuvent être corrigés par des lentilles situées près du foyer. La plupart des télescopes professionnels modernes, notamment Hubble, utilisent toujours la combinaison Ritchey-Chrétien. Un miroir primaire de Ritchey-Chrétien peut être utilisé au foyer, moyennant un correcteur de Ross, constitué de deux lentilles réalisées dans le même verre.
- le télescope de Dall-Kirkham (env. 1924), afin de faciliter la réalisation du secondaire, possède un secondaire sphérique et non hyperbolique comme sur le Cassegrain. Il est facilement testable aux franges à l'aide d'un interféromètre de Fizeau sur un calibre sphérique, lui-même testé à l'appareil de Foucault comme un miroir. Compte tenu d'une coma plus élevée, il sera destiné au planétaire. La bonne régularité de la surface sphérique entraînera une excellente définition au centre du champ. Le primaire (elliptique) est un peu moins déformé que la parabole. Le Mewlon de Takahashi est le prototype de ce genre de télescope.
- le télescope de Nasmyth qui au lieu de renvoyer le faisceau du miroir secondaire par un trou percé dans le miroir primaire, le renvoi latéralement. Ce montage est utilisé sur les grands télescopes installés sur des montures alt-azimuthales, comme par exemple le Très Grand Télescope de l'Observatoire Européen Austral. Une version similaire a aussi existé: le télescope coudé, dans lequel le faisceau était renvoyé par un train de miroir à travers l'axe polaire de sa monture équatoriale. Le foyer étant fixe, ce dispositif permit d'équiper les télescopes de grands spectrographes très massifs, que l'on appelait également spectrographes coudés.